# ヘラクレス (2014年の映画)
『ヘラクレス』（Hercules）は、2014年にアメリカ合衆国で制作されたアクションアドベンチャー映画。
ギリシア神話の英雄ヘラクレスを主人公にしたスティーヴ・ムーア原作のアメリカン・コミック『Hercules: The Thracian Wars』の映画化作品。主演はドウェイン・ジョンソン、監督はブレット・ラトナーが務めた。

## ストーリー
全能の神ゼウスと人間との間に生まれた英雄ヘラクレス。強靭な肉体と無類の怪力を誇るヘラクレスは、各地に潜んでいた恐るべき魔物を倒したとされ、それらの伝説は「12の難業」と呼ばれ広く知られていた。しかし、それらの伝説は甥のイオラオスによって広められたもので、実際のヘラクレスは強い肉体と怪力こそは持っているものの、神の子などではない普通の人間であった。過去のある事件により流れ者の傭兵に身を落としていたヘラクレスは、幼馴染のアウトリュコスや預言者アムピアラオスといった仲間たちと共に、数多くの戦場を駆け抜けていた。
ある日、そんなヘラクレス一行の前にトラキアの王女ユージニアが現れ、彼らに国王であり自身の父親であるコテュス王を、レーソス率いる反乱軍から救ってほしいと依頼する。多額の報酬に惹かれた一行はトラキアへと足を運ぶが、王国の軍隊は反乱軍との戦いで壊滅状態であり、残っているのは寄せ集めの農民たちだけだった。ヘラクレスは農民たちを一から鍛え上げようとするが、レーソス軍が王国内の村に迫っていることを知ったコテュス王は軍隊を率いて出陣する。しかし、村は既に壊滅しており、コテュス王の軍隊は妖術で操られた村人たちに襲われる。兵士たちは怖気付くが、ヘラクレスの活躍を見て奮起し反撃を始め村人たちを撃退するが、軍隊の半数が戦死する。ヘラクレスは準備不足のまま出陣したコテュス王を責め、改めて軍隊の訓練を始める。宮殿からはユージニアたちが負傷兵の手当てをするために駆け付け、そこでアウトリュコスたちに「ヘラクレスが自分の妻子を殺した」という噂の真相を尋ねる。アウトリュコスは彼女に対し、「ヘラクレスは何も覚えていないと言っている」と伝える。
ヘラクレスによって精強な兵士となった軍隊を引き連れ、コテュス王はレーソス軍のいる国境地帯に進軍する。ヘラクレスに率いられた軍隊はレーソス軍を撃破し、レーソスを捕虜にしたコテュス王は宮殿に凱旋する。しかし、レーソスから「トラキアを混乱させている元凶はコテュス王だ」と聞かされたヘラクレスはユージニアを問い詰め、彼女から真相を聞き出す。ユージニアは、コテュス王は王位に就くためにユージニアの夫を殺し、息子アリウスを守るためにコテュス王に協力したことを告げ、「息子を連れてトラキアを出て行って欲しい」と依頼される。しかし、そこにシタクレス将軍が現れ、コテュス王の前に連れ出される。コテュス王は「トラキアに帝国を築く」と宣言し、ヘラクレスに将軍になるように命令するが、彼は命令を拒否したため、コテュス王は傭兵としての報酬を与えてヘラクレスたちを追い出す。
ヘラクレスはコテュス王を倒してトラキアを救おうと考えるが、アウトリュコスは反対して一人トラキアを後にする。残ったヘラクレスたちは宮殿に乗り込むが、ユージニアとアリウスを人質に取られ、シタクレスに捕まってしまう。地下牢に繋がれたヘラクレスたちの前に、コテュス王と、ヘラクレスの故郷のエウリュステウス王が現れ、両国が連合することを告げられる。エウリュステウス王は、「自分の地位を脅かすヘラクレスを排除するために妻子を殺した」とヘラクレスに告げ、妻子を殺した猛犬にヘラクレスを殺させようとする。コテュス王もユージニアを処刑しようとするが、アムピアラオスの言葉に奮起したヘラクレスは鎖を引きちぎり王女を救出、そのまま猛犬も倒してしまう。仲間たちを解放したヘラクレスはエウリュステウス王を殺して復讐を果たし、逃走したコテュス王を追う。
地上に逃げたコテュス王は、アリウスを人質にして軍隊にヘラクレスたちを殺させようとするが、戻ってきたアウトリュコスの不意打ちに遭ってアリウスは逃走する。ヘラクレスたちは軍隊を相手に戦うが、アリウスを守ろうとしたテュデウスが軍隊に殺される。ヘラクレスたちは迫る軍隊に追い詰められるが、ヘラクレスは女神ヘラの巨大な像の台座を破壊し、軍隊は崩壊する像から逃げ惑う。コテュス王は戦い続けるように命令するが、崩れ落ちたヘラ像の頭部に弾き飛ばされて宮殿から転落死する。崩壊したヘラ像の瓦礫の中からヘラクレスが現れると、兵士たちはヘラクレスの名を叫び、彼を称える。

## キャスト
※括弧内は日本語吹替
- ヘラクレス - ドウェイン・ジョンソン（楠大典）

ゼウスの息子・12の難業を成し遂げた伝説の戦士として広く知られている。
- アムピアラオス - イアン・マクシェーン（辻親八）

預言者。
- コテュス王 - ジョン・ハート（中博史）

トラキアの王。 ユージニアの父でアリウス王子の祖父。ギリシア統一を企んでいる。
- アウトリュコス - ルーファス・シーウェル（高木渉）

スパルタ生まれのならず者。投げナイフをよく使う。戦術家でもある。
- テュデウス - アクセル・ヘニー（烏丸祐一）

狂戦士。とある戦場にてヘラクレスに助けられ、それから常にヘラクレスと共に過ごしているという。発見された時から言葉が話せなかった。斧を二刀流で用いる。
- アタランテ - イングリッド・ボルゾ・ベルダル（英語版）（林真里花）

アマゾン人の女戦士。弓使い。気が強い。
- イオラオス - リース・リッチー（平川大輔）

ヘラクレスの甥。話がうまく、話術で戦士たちをよくまとめる。
- エウリュステウス王 - ジョセフ・ファインズ（桐本琢也）
- レーソス - トビアス・ザンテルマン（英語版）（遠藤大智）

長い間残虐な戦士とされていた。騎馬隊を多く率いていたことからセントールと誤解されていた。
- シタクレス - ピーター・ミュラン（石住昭彦）

トラキア軍の将軍。コテュス王の右腕。
- ユージニア - レベッカ・ファーガソン（皆川純子）

コテュス王の娘で、アリウス王子の母親。夫は、なんらかの理由で亡くなっている。
- アリウス - アイザック・アンドリュース（阿久津秀寿）

トラキアの幼き王子。
- メガラー - イリーナ・シェイク（志田有彩）

ヘラクレスの後妻。
- ベッシ族の王 - イアン・ワイト

レーソス討伐に向かうトラキア軍の目前に立ちはだかった部族の王。ベッシ族とは、鎧は身につけず、大きく湾曲した斧と盾で戦う原始部族。
ヘラクレス役のドウェイン・ジョンソンは、5歳の頃にスティーヴ・リーヴスの『ヘラクレス』を見て、高校や大学でギリシャ神話やヘラクレスの12の難業を学び、ヘラクレスは肉体にしみ込んでいたと語っている。監督のブレット・ラトナーに会ったとき、「僕はこの役を演じるために生まれてきた」とまで言い、夢がかなったと感じているとインタヴューに答えている。